# JoAnne Russell
JoAnne Russell-Longdon (* 30. Oktober 1954 in Miami) ist eine ehemalige US-amerikanische Tennisspielerin.

## Karriere
Russell gewann 1977 mit ihrer Doppelpartnerin Helen Gourlay die Konkurrenz im Damendoppel bei den Wimbledon Championships. Nachdem sie in der ersten Runde Chris Evert und Rosie Casals besiegt hatten, bezwangen sie im Finale Martina Navrátilová und Betty Stöve in zwei Sätzen mit 6:3, 6:3.
Die US-Amerikanerin erreichte als beste Karriereplatzierung 1983 Rang 22 in der Einzel- und 1987 Platz 32 der Doppelweltrangliste.

## Turniersiege

### Einzel
| Nr. | Datum              | Turnier      | Kategorie | Belag           | Finalgegnerin       | Ergebnis      |
| --- | ------------------ | ------------ | --------- | --------------- | ------------------- | ------------- |
| 1.  | 5. Februar 1984    | Indianapolis | WTA       | Teppich (Halle) | Pascale Paradis     | 7:6, 6:2      |
| 2.  | 30. September 1984 | Richmond     | WTA       | Hartplatz       | Michaela Washington | 6:2, 4:6, 6:2 |

### Doppel
| Nr. | Datum          | Turnier            | Kategorie         | Belag     | Partnerin        | Finalgegnerinnen                     | Ergebnis      |
| --- | -------------- | ------------------ | ----------------- | --------- | ---------------- | ------------------------------------ | ------------- |
| 1.  | Juli 1977      | Wimbledon          | Grand Slam        | Rasen     | Helen Gourlay    | Martina Navratilova Betty Stöve      | 6:3, 6:3      |
| 2.  | August 1981    | Indianapolis       | WTA Toyota Series | Sand      | Virginia Ruzici  | Sue Barker Paula Smith               | 6:2, 6:2      |
| 3.  | September 1984 | Richmond           | WTA               | Hartplatz | Elizabeth Minter | Jennifer Mundel Felicia Raschiatore  | 6:4, 3:6, 7:5 |
| 4.  | März 1985      | Palm Beach Gardens | WTA               | Sand      | Anne Smith       | Laura Gildemeister Gabriela Sabatini | 1:6, 6:1, 7:6 |

## Abschneiden bei Grand-Slam-Turnieren

### Einzel
| Turnier         | 1975 | 1976 | 1977 | 1978 | 1979 | 1980 | 1981 | 1982 | 1983 | 1984 | 1985 | 1986 | 1987 | Karriere |
| --------------- | ---- | ---- | ---- | ---- | ---- | ---- | ---- | ---- | ---- | ---- | ---- | ---- | ---- | -------- |
| Australian Open | —    | —    | —    | —    | —    | —    | —    | —    | —    | —    | —    | —    | —    | —        |
| French Open     | —    | —    | —    | —    | —    | —    | —    | 2    | 1    | 2    | 1    | 1    | —    | 2        |
| Wimbledon       | —    | 3    | 3    | 2    | 1    | AF   | 1    | VF   | 1    | —    | 2    | —    | —    | VF       |
| US Open         | AF   | 3    | 3    | 2    | 2    | AF   | 3    | 1    | 2    | 1    | 1    | 1    | 1    | AF       |

### Doppel
| Turnier         | 1973 | 1974 | 1975 | 1976 | 1977 | 1978 | 1979 | 1980 | 1981 | 1982 | 1983 | 1984 | 1985 | 1986 | 1987 | 1988 | Karriere |
| --------------- | ---- | ---- | ---- | ---- | ---- | ---- | ---- | ---- | ---- | ---- | ---- | ---- | ---- | ---- | ---- | ---- | -------- |
| Australian Open | —    | —    | —    | —    | —    | —    | —    | —    | —    | —    | —    | —    | —    | —    | —    | —    | —        |
| French Open     | —    | —    | —    | —    | —    | —    | —    | —    | —    | 2    | 2    | —    | 1    | 1    | 1    | 1    | 2        |
| Wimbledon       | —    | —    | —    | AF   | S    | VF   | 1    | AF   | AF   | VF   | 2    | —    | —    | VF   | AF   | 1    | S        |
| US Open         | 1    | —    | VF   | 1    | 2    | 2    | 2    | AF   | VF   | VF   | VF   | AF   | VF   | AF   | 1    | —    | VF       |